# Planai (montagne)
La Planai est un sommet des Alpes qui s'élève dans le chaînon du Schladming Tauern dans les Niedere Tauern, près de la ville de Schladming, en Styrie, en Autriche.

## Ski
Planai réfère aussi à la station de ski ayant pour altitude maximale 1 894 m et faisant partie du complexe Schladminger 4-Berge-Schaukel qui relie les sommets Hauser Kaibling, Hochwurzen, Reiteralm et Planai.
Sur ses pentes se sont disputées sur la piste du même nom, Planai, sur le versant occidental, des épreuves internationales de ski alpin que sont les championnats du monde 1982 et 2013 et de multiples étapes de la Coupe du monde. Une deuxième piste appelée Streicher, sur le versant oriental, a accueilli quelques courses.

## Autres activités
La Planai est aussi fréquentée en été et a servi pour des compétitions de VTT en descente.